# Racibórz (district)
Racibórz (powiat raciborski) (uitspraak: [ˈpɔviat ratɕiˈbɔrski], ong. poviat ratjieborskie) is een Pools district (powiat) in de woiwodschap Silezië. Het district heeft een oppervlakte van 543,98 km² en telt 109.362 inwoners (2014).

## Steden
- Krzanowice (Kranowitz, 1936-45: Kranstädt)
- Kuźnia Raciborska (Ratiborhammer)
- Racibórz (Ratibor)

### Gemeenten
Het district bestaat uit totaal acht gemeenten (gminy), waarvan vijf landgemeenten (gminy wiejskie), twee stads- en landgemeenten (gminy miejsko-wiejskie) en een stadsgemeente (gmina miejska).
Stadsgemeenten:
- Racibórz

Stads- en landgemeenten:
- Krzanowice
- Kuźnia Raciborska

Landgemeenten:
- Kornowac
- Krzyżanowice
- Nędza
- Pietrowice Wielkie
- Rudnik

## Partnerschappen
- Märkischer Kreis, Duitsland
- Wrexham County Borough, Wales
- Rendsburg, Duitsland
- Powiat Kędzierzyńsko-Kozielski, Polen

Stadsdistricten:
Bielsko-Biała ·
Bytom ·
Dąbrowa Górnicza ·
Gliwice ·
Jaworzno ·
Katowice ·
Jastrzębie Zdrój ·
Chorzów ·
Mysłowice ·
Piekary ·
Ruda Śląska ·
Rybnik ·
Siemianowice ·
Sosnowiec ·
Świętochłowice ·
Częstochowa ·
Tychy ·
Zabrze ·
Żory

Districten:
Będzin ·
Bielsko-Biała ·
Bieruń-Lędziny ·
Cieszyn ·
Częstochowa ·
Gliwice ·
Kłobuck ·
Lubliniec ·
Mikołów ·
Myszków ·
Pszczyna ·
Racibórz ·
Rybnik ·
Tarnowskie Góry ·
Wodzisław ·
Zawiercie ·
Żywiec